# Nihon Ki-in

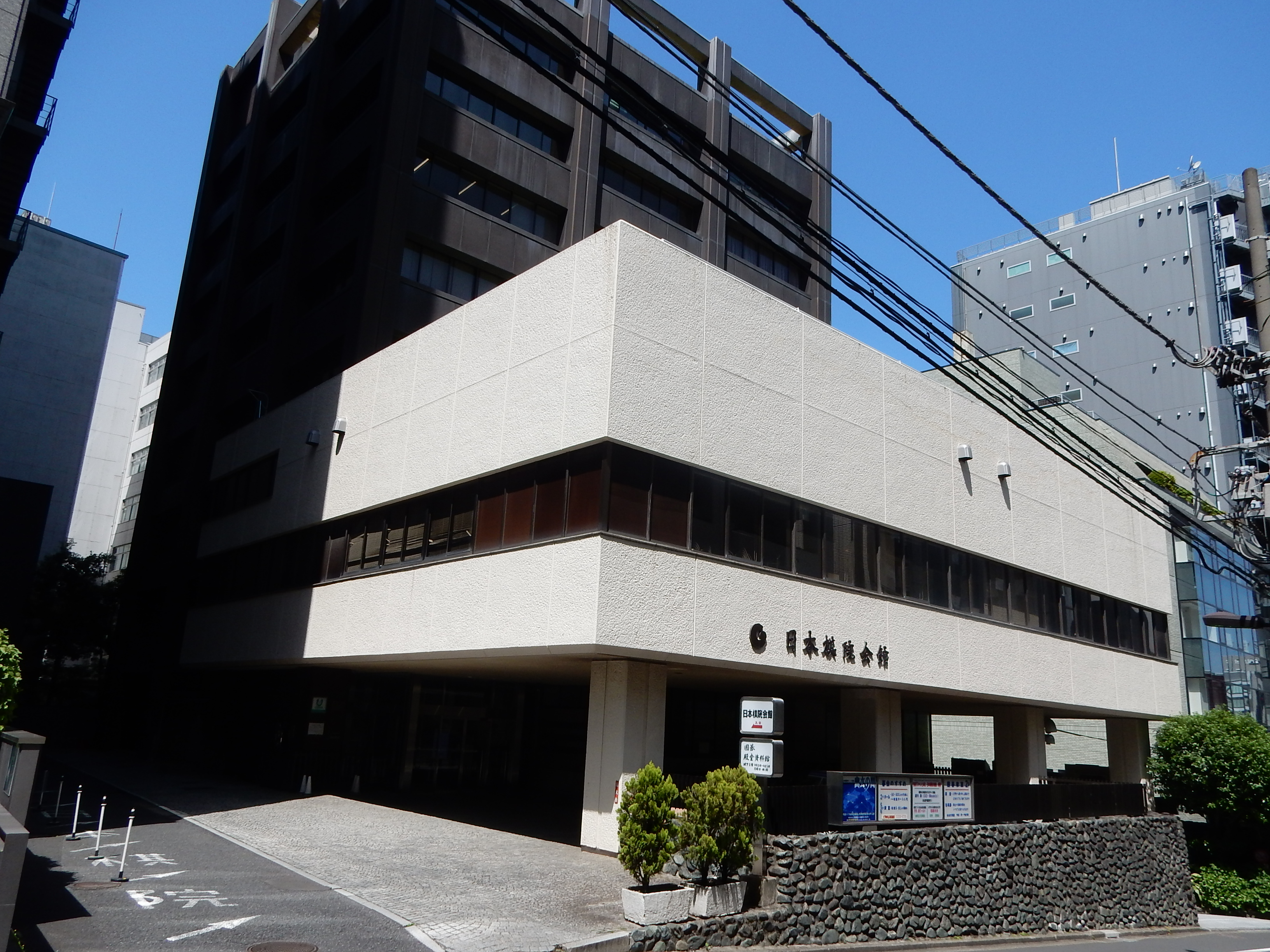
Hauptniederlassung des Nihon Ki-in in Chiyoda

Der Nihon Ki-in (jap. 日本棋院 ‚Japanische Akademie für Go‘, Nihon Kiin; amtlich 公益財団法人日本棋院, Kōeki Zaidan Hōjin Nihon Kiin, wörtlich „Gemeinnützige Stiftung der Japanischen Akademie für Go“) ist die größte Vereinigung professioneller Go-Spieler in Japan und zugleich ein großer Verlag, der Bücher und Zeitschriften über Go veröffentlicht.

## Geschichte
Die Angaben in diesem Abschnitt beruhen auf der Seite „Enkaku“ (沿革) auf der Website des Nihon Ki-in.
- 1924 Der Nihon Ki-in wird gegründet. Gleichzeitig erscheint die Zeitschrift Kidō (棋道, wörtlich: „Weg des Go-Spiels“) im ersten Jahrgang.
- 1926 Der Nihon Ki-in bezieht ein Gebäude in Nagatachō, Tokio.
- 1935 Zum ersten Mal wird eine Go-Partie im Radio übertragen.
- 1939 Der Honinbo Titelkampf wird begründet.
- 1945 Das Gebäude des Nihon Ki-in brennt durch Kriegseinwirkung völlig ab.
- 1948 Der Nihon Ki-in bezieht ein neues Gebäude in Takanawa, Tokio.
- 1960 Eine Delegation des Nihon Ki-in besucht China.
- 1962 Das japanische Fernsehen NHK beginnt, einen Wettkampf im Fernsehen auszustrahlen, den NHK-Cup.
- 1971 Der Nihon Ki-in bezieht ein neues Go-Zentrum in Ichigaya, Tokio, wo er bis heute seinen Sitz hat.
- 1979 Die Amateur-Weltmeisterschaft wird begründet und findet von da an jedes Jahr statt.

## Rechtsform und Aufgaben
Der Nihon Ki-in ist in der Rechtsform einer gemeinnützigen Stiftung nach den §§ 34, 39 ff. des japanischen BGB organisiert. 
Der Nihon Ki-in nennt auf der Seite „Profile“ seiner Website die folgenden gemeinnützigen Aufgaben, die sich die Organisation gesetzt hat.
1. Verbreitung des Go-Spiels innerhalb und außerhalb Japans sowie Förderung des internationalen Austausches auf dem Gebiet.
2. Ausbildung professioneller Go-Spieler sowie Forschung über das Go-Spiel.
3. Betrieb des zentralen Gebäudes, unter anderem mit öffentlichen Go-Kursen.
4. Planung, Veranstaltung und Unterstützung von Go-Turnieren wie dem Honinbo, dem Meijin und dem Kisei-Turnier.
5. Veranstaltung von Amateurturnieren sowie Ausbildungskursen für Trainer von Amateuren.
6. Live-Übertragung von Turnierpartien über das Internet, Angebot von Informationen über Go über das Internet.
7. Verlag von Zeitungen, Zeitschriften und Büchern über Go sowie Verkauf von Go-Artikeln.
8. Einrichtung und Betrieb einer Bibliothek sowie eines Archives über Go.
9. Prüfung der Spielstärke von Amateuren und Erteilung von Bescheinigungen über deren Spielstärke.

## Verbreitung des Go-Spiels
Der Nihon Ki-in unterstützt ausländische Go-Verbände bei der Verbreitung des Go-Spiels. So entsendet der Nihon Ki-in regelmäßig professionelle Go-Spieler ins Ausland, um dort Go-Unterricht zu geben. Auf den europäischen Go-Kongressen sind seit langer Zeit immer professionelle Spieler aus Japan zu Gast.
Der bisher einzige deutsche professionelle Go-Spieler Hans Pietsch ist 2003 in Guatemala bei einem Raubüberfall erschossen worden, als er im Auftrag des Nihon Ki-in zu einer Unterrichtsreise durch verschiedene Staaten Südamerikas unterwegs war.

## Ausbildung und Organisation professioneller Go-Spieler
Wer professioneller Go-Spieler werden will, muss beim Nihon Ki-in normalerweise für mehrere Jahre als Insei studieren. Die erfolgreiche Manga-Serie Hikaru no Go hat unter anderem diese Ausbildungsphase zum Thema.
Um in dem harten Wettbewerb um die wenigen Plätze als professioneller Spieler zu bestehen, haben die meisten Insei von früher Kindheit an sehr viel Zeit in ihr Studium investiert. Zehn Jahre lang zehn Stunden Studium pro Tag gilt als Mindestaufwand. Wer es bis etwa zum 18. Lebensjahr nicht geschafft hat, sucht sich besser eine andere Karriere.
Die Qualifikation als professioneller Spieler bedeutet die Teilnahmeberechtigung an vom Nihon Ki-in veranstalteten Turnieren. Sie bedeutet keine Einkommensgarantie. Während die Spitzenspieler gut von ihren Einnahmen aus Turnierbeteiligungen leben können, ist die große Mehrheit der professionellen Spieler auf Einnahmen aus Unterricht angewiesen.
Es gibt keine Nationalitätserfordernis, somit können Ausländer Insei werden und sich bei entsprechendem Erfolg als professioneller Spieler des Nihon Ki-in qualifizieren.

## Betrieb des Go-Zentrums in Ichigaya
Der Nihon Ki-in betreibt ein größeres Go-Zentrum in Ichigaya. In den oberen Stockwerken haben die Mitarbeiter des Verlages ihre Büros. In den mittleren Etagen finden sich Räume, in denen vom Nihon Ki-in veranstaltete Turnierpartien gespielt werden.
Der erste Stock ist für das Publikum zugänglich. Dort finden Go-Kurse statt, außerdem dient dieser Bereich auch als Spiellokal, wo man gegen eine geringe Gebühr den ganzen Tag über mit anderen Amateuren spielen kann. Außerdem werden dort auch zahlreiche Bücher des Nihon Ki-in in westlichen Sprachen ausgestellt und verkauft.
Dieses Go-Zentrum ist vom Bahnhof Ichigaya aus innerhalb von wenigen Minuten zu Fuß zu erreichen.

## Veranstaltung von Go-Turnieren und Wahrnehmung von Urheberrechten
Der urheberrechtliche Schutz von Go-Partieen wird in der japanischen Praxis anerkannt. Große Zeitungen wie Yomiuri und Asahi zahlen erhebliche Beträge an den Nihon Ki-in, um wichtige Turniere zu sponsern. Im Gegenzug erhalten sie vom Nihon Ki-in die Rechte, die Aufzeichnungen der in den Turnieren gespielten Partien zu veröffentlichen.
International werden diese Rechte nicht überall beachtet, allerdings innerhalb Japans würde kein größeres Medienunternehmen auf die Idee kommen, ohne eine entsprechende Lizenz Partieaufzeichnungen nachzudrucken.
Die Urheberrechte entstehen durch die gemeinsame Schöpfung einer Partie durch die beiden beteiligten professionellen Spieler. Diese nehmen ihre Rechte aber nicht selbst wahr, sondern vielmehr vermarktet der Nihon Ki-in die Rechte in einem Sammelpaket. Sponsoren außerhalb des Medienbereiches wie etwa JAL erwerben durch einen entsprechenden Vertrag mit dem Nihon Ki-in das Recht werbewirksam als Sponsor der betreffenden Veranstaltung genannt zu werden.
Der Nihon Ki-in veranstaltet auch zahlreiche Turniere für Amateure. Die Amateur-Weltmeisterschaft sowie die Amateur-Weltmeisterschaft im Paargo finden jedes Jahr auch mit Teilnehmern aus Deutschland statt.

## Internet-Aktivitäten
Der Nihon Ki-in betreibt wie andere Anbieter auch einen Server, auf dem man über das Internet Go spielen kann. Dabei ist das reine Spielen auf dem Server kostenlos möglich. Wer eine feste Grundgebühr pro Monat zu zahlen bereit ist, kann verschiedene Zusatzleistungen in Anspruch nehmen, etwa Unterricht von professionellen Spielern des Nihon Ki-in.

## Verlag
Der Nihon Ki-in gibt zahlreiche Bücher und Zeitschriften über Go heraus. Die meisten Titel erscheinen in japanischer Sprache, allerdings gibt es aber auch eine große Anzahl von Büchern in englischer Sprache, mit denen der Nihon Ki-in seine satzungsgemäße Aufgabe erfüllt, das Spiel weltweit zu verbreiten.

## Bescheinigung von Spielstärke
Die Ausstellung von Bescheinigungen über die Spielstärke von Amateuren führt zu nicht unerheblichen Einnahmen für den Nihon Ki-in. So kostet etwa die Bescheinigung einer Spielstärke eines 6. Dan bereits mindestens 210.000 Yen, die höchste vom Nihon Ki-in bescheinigte Spielstärke (8. Dan) sogar eine Million Yen. Noch teurer wird es, wenn der betreffende Spieler keine Bescheinigung über die Spielstärke des jeweils um eine Stufe niedrigeren Ranges besitzt. Dann kostet dies 262.500 Yen für den 6. Dan und 1.771.500 Yen für den höchsten Rang.